# Ronde van Spanje 2018
De 73e editie van de Ronde van Spanje ging van start op zaterdag 25 augustus 2018 in Málaga, Spanje en eindigde op zondag 16 september in Madrid.
De titelhouder was de Brit Chris Froome, die eerder in 2018 de Giro had gewonnen en derde was geworden in de door zijn landgenoot Geraint Thomas gewonnen Tour. Froome nam echter niet aan deze Vuelta deel. Simon Yates, eveneens een Brit, won deze editie en maakte zo een unicum compleet: de drie grote ronden werden in één seizoen gewonnen door drie verschillende renners uit hetzelfde land.
Jelle Wallays zorgde voor de enige Belgische etappezege in deze Vuelta, terwijl Thomas De Gendt het bergklassement op zijn naam wist te schrijven. Er werd geen Nederlandse ritwinst geboekt, maar met Steven Kruijswijk en Wilco Kelderman eindigden er wel twee Nederlanders in de top 10 van het eindklassement. Bauke Mollema werd onderscheiden met de Prijs van de strijdlust.

## Parcours
De Vuelta was dit jaar 3.271 kilometer lang. Het parcours kende negen aankomsten bergop en twee individuele tijdritten, waaronder de openingsetappe in Málaga. Het was de eerste keer sinds 2009 dat de ronde met een individuele tijdrit begon.
Na de eerste ritten in de regio Andalusië zette het peloton koers naar het noorden. Na de eerste rustdag werden noordelijkere aankomsten aangedaan in onder andere Asturias en Cantabrië. De slotweek werd voorbehouden aan het noordoosten van Spanje met aankomsten in het Baskenland, Lleida en Andorra. De slotrit vond traditioneel plaats in Madrid.

## Deelnemende ploegen
De achttien World-Tour ploegen hadden automatisch startrecht, de organisatie deelde verder vier wildcards uit. De Spaanse ploegen Burgos-BH en Euskadi Basque Country-Murias namen voor het eerst deel aan een grote ronde.
| 18 UCI World Tour-ploegen | 18 UCI World Tour-ploegen | 18 UCI World Tour-ploegen | 4 wildcards                   |
| ------------------------- | ------------------------- | ------------------------- | ----------------------------- |
| AG2R La Mondiale          | EF Education First-Drapac | Mitchelton-Scott          | Caja Rural-Seguros RGA        |
| Astana                    | Groupama-FDJ              | Quick-Step Floors         | Burgos-BH                     |
| Bahrein-Merida            | Team Katjoesja Alpecin    | Team Sky                  | Euskadi Basque Country-Murias |
| BMC Racing Team           | LottoNL-Jumbo             | Sunweb                    | Cofidis                       |
| BORA-hansgrohe            | Lotto Soudal              | Trek-Segafredo            |                               |
| Dimension Data            | Movistar                  | UAE Team Emirates         |                               |
|                           |                           |                           |                               |
|                           |                           |                           |                               |

## Etappe-overzicht
| Datum    | Etappe                         | Start – finish                                  | Afstand (km)                   | Type                           | Winnaar                        | Ploeg                          | Klassementsleider              |
| -------- | ------------------------------ | ----------------------------------------------- | ------------------------------ | ------------------------------ | ------------------------------ | ------------------------------ | ------------------------------ |
| 25 aug   | 1                              | Málaga – Málaga                                 | 8                              | Individuele tijdrit            | Rohan Dennis                   | BMC Racing Team                | Rohan Dennis                   |
| 26 aug   | 2                              | Marbella – Caminito del Rey                     | 163,9                          | Heuvelrit                      | Alejandro Valverde             | Movistar Team                  | Michał Kwiatkowski             |
| 27 aug   | 3                              | Mijas – Alhaurín de la Torre                    | 182,5                          | Vlakke rit                     | Elia Viviani                   | Quick-Step Floors              | Michał Kwiatkowski             |
| 28 aug   | 4                              | Vélez-Málaga – Alfacar. Sierra de la Alfaguara  | 162                            | Bergrit                        | Benjamin King                  | Team Dimension Data            | Michał Kwiatkowski             |
| 29 aug   | 5                              | Granada – Roquetas de Mar                       | 188                            | Heuvelrit                      | Simon Clarke                   | EF Education First-Drapac      | Rudy Molard                    |
| 30 aug   | 6                              | Huércal-Overa – San Javier. Mar Menor           | 153                            | Vlakke rit                     | Nacer Bouhanni                 | Cofidis                        | Rudy Molard                    |
| 31 aug   | 7                              | Puerto Lumbreras – Pozo Alcón                   | 182                            | Vlakke rit                     | Tony Gallopin                  | AG2R La Mondiale               | Rudy Molard                    |
| 1 sept.  | 8                              | Linares – Almadén                               | 195,5                          | Vlakke rit                     | Alejandro Valverde             | Movistar Team                  | Rudy Molard                    |
| 2 sept.  | 9                              | Talavera de la Reina – La Covatilla             | 195                            | Bergrit                        | Benjamin King                  | Team Dimension Data            | Simon Yates                    |
| 3 sept.  | Rustdag in Provincie Salamanca | Rustdag in Provincie Salamanca                  | Rustdag in Provincie Salamanca | Rustdag in Provincie Salamanca | Rustdag in Provincie Salamanca | Rustdag in Provincie Salamanca | Rustdag in Provincie Salamanca |
| 4 sept.  | 10                             | Salamanca – Fermoselle                          | 172,8                          | Vlakke rit                     | Elia Viviani                   | Quick-Step Floors              | Simon Yates                    |
| 5 sept.  | 11                             | Mombuey – Ribeira Sacra. Luintra                | 208,8                          | Heuvelrit                      | Alessandro De Marchi           | BMC Racing Team                | Simon Yates                    |
| 6 sept.  | 12                             | Mondoñedo – Faro de Estaca de Bares. Mañón      | 177,5                          | Vlakke rit                     | Alexandre Geniez               | AG2R La Mondiale               | Jesús Herrada                  |
| 7 sept.  | 13                             | Candás. Carreño – Valle de Sabero. La Camperona | 175,5                          | Bergrit                        | Óscar Rodríguez                | Euskadi Basque Country-Murias  | Jesús Herrada                  |
| 8 sept.  | 14                             | Cistierna – Les Praeres. Nava                   | 167                            | Bergrit                        | Simon Yates                    | Mitchelton-Scott               | Simon Yates                    |
| 9 sept.  | 15                             | Ribera de Arriba – Lagos de Covadonga           | 185,5                          | Bergrit                        | Thibaut Pinot                  | Groupama-FDJ                   | Simon Yates                    |
| 10 sept. | Rustdag in Cantabrië           | Rustdag in Cantabrië                            | Rustdag in Cantabrië           | Rustdag in Cantabrië           | Rustdag in Cantabrië           | Rustdag in Cantabrië           | Rustdag in Cantabrië           |
| 11 sept. | 16                             | Santillana del Mar – Torrelavega                | 32,7                           | Individuele tijdrit            | Rohan Dennis                   | BMC Racing Team                | Simon Yates                    |
| 12 sept. | 17                             | Getxo – Balcón de Bizkaia                       | 166,4                          | Heuvelrit                      | Michael Woods                  | EF Education First-Drapac      | Simon Yates                    |
| 13 sept. | 18                             | Ejea de los Caballeros – Lleida                 | 180,5                          | Vlakke rit                     | Jelle Wallays                  | Lotto Soudal                   | Simon Yates                    |
| 14 sept. | 19                             | Lleida – Sant Julià de Lòria. Naturlandia       | 157                            | Bergrit                        | Thibaut Pinot                  | Groupama-FDJ                   | Simon Yates                    |
| 15 sept. | 20                             | Escaldes-Engordany – Collada de la Gallina      | 105,8                          | Bergrit                        | Enric Mas                      | Quick-Step Floors              | Simon Yates                    |
| 16 sept. | 21                             | Alcorcón – Madrid                               | 112,3                          | Vlakke rit                     | Elia Viviani                   | Quick-Step Floors              | Simon Yates                    |

## Klassementsleiders na elke etappe
| Etappe         | Rode trui Algemeen klassement | Groene trui Puntenklassement | Bolletjestrui Bergklassement | Witte trui Combiklassement | Geel rugnummer Ploegenklassement | Groen rugnummer Strijdlust |
| 1              | Rohan Dennis                  | Rohan Dennis1                | Niet uitgereikt2             | Rohan Dennis3              | BMC Racing Team                  | Niet uitgereikt            |
| 2              | Michał Kwiatkowski            | Michał Kwiatkowski           | Luis Ángel Maté              | Michał Kwiatkowski         | Team Sky                         | Luis Ángel Maté            |
| 3              | Michał Kwiatkowski            | Michał Kwiatkowski           | Luis Ángel Maté              | Michał Kwiatkowski         | Team Sky                         | Jordi Simón                |
| 4              | Michał Kwiatkowski            | Michał Kwiatkowski           | Luis Ángel Maté              | Michał Kwiatkowski         | Astana Pro Team                  | Luis Ángel Maté            |
| 5              | Rudy Molard                   | Michał Kwiatkowski           | Luis Ángel Maté              | Alejandro Valverde         | Astana Pro Team                  | Bauke Mollema              |
| 6              | Rudy Molard                   | Michał Kwiatkowski           | Luis Ángel Maté              | Alejandro Valverde         | Astana Pro Team                  | Jorge Cubero               |
| 7              | Rudy Molard                   | Alejandro Valverde           | Luis Ángel Maté              | Alejandro Valverde         | Astana Pro Team                  | Alex Aranburu              |
| 8              | Rudy Molard                   | Alejandro Valverde           | Luis Ángel Maté              | Alejandro Valverde         | Astana Pro Team                  | Jorge Cubero               |
| 9              | Simon Yates                   | Alejandro Valverde           | Luis Ángel Maté              | Alejandro Valverde         | Astana Pro Team                  | Lluís Mas                  |
| 10             | Simon Yates                   | Peter Sagan                  | Luis Ángel Maté              | Alejandro Valverde         | Team LottoNL-Jumbo               | Jesús Ezquerra             |
| 11             | Simon Yates                   | Alejandro Valverde           | Luis Ángel Maté              | Alejandro Valverde         | Team LottoNL-Jumbo               | Bauke Mollema              |
| 12             | Jesús Herrada                 | Alejandro Valverde           | Luis Ángel Maté              | Alejandro Valverde         | Bahrain-Merida                   | Thomas De Gendt            |
| 13             | Jesús Herrada                 | Alejandro Valverde           | Luis Ángel Maté              | Alejandro Valverde         | Bahrain-Merida                   | Gorka Izagirre             |
| 14             | Simon Yates                   | Alejandro Valverde           | Luis Ángel Maté              | Alejandro Valverde         | Bahrain-Merida                   | Michał Kwiatkowski         |
| 15             | Simon Yates                   | Alejandro Valverde           | Luis Ángel Maté              | Alejandro Valverde         | Bahrain-Merida                   | Bauke Mollema              |
| 16             | Simon Yates                   | Alejandro Valverde           | Luis Ángel Maté              | Alejandro Valverde         | Team Movistar                    | Niet uitgereikt            |
| 17             | Simon Yates                   | Alejandro Valverde           | Thomas De Gendt              | Alejandro Valverde         | Team Movistar                    | Omar Fraile                |
| 18             | Simon Yates                   | Alejandro Valverde           | Thomas De Gendt              | Alejandro Valverde         | Team Movistar                    | Jetse Bol                  |
| 19             | Simon Yates                   | Alejandro Valverde           | Thomas De Gendt              | Simon Yates                | Team Movistar                    | Jonathan Castroviejo       |
| 20             | Simon Yates                   | Alejandro Valverde           | Thomas De Gendt              | Simon Yates                | Team Movistar                    | Jesús Herrada              |
| 21             | Simon Yates                   | Alejandro Valverde           | Thomas De Gendt              | Simon Yates                | Team Movistar                    | Niet uitgereikt            |
| Eindklassement | Simon Yates                   | Alejandro Valverde           | Thomas De Gendt              | Simon Yates                | Team Movistar                    | Bauke Mollema              |

- 1 De groene trui werd in de tweede etappe gedragen door Victor Campenaerts. Hij stond derde achter Rohan Dennis en Michał Kwiatkowski, maar omdat Rohan Dennis al de rode trui mocht dragen en Michał Kwiatkowski verkoos om met de Poolse kampioenstrui te rijden kreeg Victor Campenaerts de groene trui.
- 2 De blauwe bolletjes trui werd tijdens de tweede etappe gedragen door Nélson Oliveira die vierde stond in het algemeen klassement achter Rohan Dennis, Michał Kwiatkowski en Victor Campenaerts. Er waren echter geen punten voor het bergklassement te verdienen in de eerste etappe en het algemeen klassement werd dan genomen als tie-breaker.
- 3 De witte trui van het combinatieklassement werd tijdens de tweede etappe gedragen door Dylan van Baarle die vijfde stond in het combinatieklassement achter Rohan Dennis, Michał Kwiatkowski, Victor Campenaerts en Nélson Oliveira.

## Eindklassementen

### Algemeen klassement
| Plaats    | Naam               | Ploeg                     | Tijd       |
| --------- | ------------------ | ------------------------- | ---------- |
| Rode trui | Simon Yates        | Mitchelton-Scott          | 82u05'58"  |
| 2         | Enric Mas          | Quick-Step Floors         | + 1'46"    |
| 3         | Miguel Ángel López | Astana Pro Team           | + 2'04"    |
| 4         | Steven Kruijswijk  | Team LottoNL-Jumbo        | + 2'54"    |
| 5         | Alejandro Valverde | Movistar Team             | + 4'28"    |
| 6         | Thibaut Pinot      | Groupama-FDJ              | + 5'57"    |
| 7         | Rigoberto Urán     | EF Education First-Drapac | + 6'07"    |
| 8         | Nairo Quintana     | Movistar Team             | + 6'51"    |
| 9         | Ion Izagirre       | Bahrein-Merida            | + 11'09"   |
| 10        | Wilco Kelderman    | Team Sunweb               | + 11'11"   |
|           |                    |                           |            |
| 33        | Dylan Teuns        | BMC Racing Team           | + 1u22'46" |

### Nevenklassementen
| Puntenklassement |                    |                    |        |
| Plaats           | Naam               | Ploeg              | Punten |
| Groene trui      | Alejandro Valverde | Movistar Team      | 131    |
| 2                | Peter Sagan        | BORA-hansgrohe     | 119    |
| 3                | Elia Viviani       | Quick-Step Floors  | 105    |
|                  |                    |                    |        |
| 7                | Dylan Teuns        | BMC Racing Team    | 93     |
| 8                | Steven Kruijswijk  | Team LottoNL-Jumbo | 80     |

| Bergklassement        |                 |                |        |
| Plaats                | Naam            | Ploeg          | Punten |
| Bolletjestrui (blauw) | Thomas De Gendt | Lotto Soudal   | 95     |
| 2                     | Bauke Mollema   | Trek-Segafredo | 83     |
| 3                     | Luis Ángel Maté | Cofidis        | 64     |

| Combinatieklassement |                    |                  |        |
| Plaats               | Naam               | Ploeg            | Punten |
| Witte trui           | Simon Yates        | Mitchelton-Scott | 11     |
| 2                    | Miguel Ángel López | Astana Pro Team  | 13     |
| 3                    | Alejandro Valverde | Movistar Team    | 18     |

| Ploegenklassement |                |            |
| Plaats            | Ploeg          | Tijd       |
| 1                 | Movistar Team  | 246u50'04" |
| 2                 | Bahrein-Merida | + 45'36"   |
| 3                 | BORA-hansgrohe | + 47'57"   |

1e etappe ·
2e etappe ·
3e etappe ·
4e etappe ·
5e etappe ·
6e etappe ·
7e etappe ·
8e etappe ·
9e etappe ·
10e etappe ·
11e etappe ·
12e etappe ·
13e etappe ·
14e etappe ·
15e etappe ·
16e etappe ·
17e etappe ·
18e etappe ·
19e etappe ·
20e etappe ·
21e etappe
Startlijst · Eindstanden · Afbeeldingen
 winnaars · rode trui · 
 puntenklassement · 
 bergklassement · 
 combinatieklassement · 
 jongerenklassement · 
 ploegenklassement · 
 strijdlust

 Belgische leiderstruidragers · etappewinnaars

 Nederlandse leiderstruidragers · etappewinnaars
1935 · 1936 · 1937 · 1938 · 1939 · 1940 · 1941 · 1942 · 1943 · 1944 · 1945 · 1946 · 1947 · 1948 · 1949 · 1950 · 1951 · 1952 · 1953 · 1954 · 1955 · 1956 · 1957 · 1958 · 1959 · 1960 · 1961 · 1962 · 1963 · 1964 · 1965 · 1966 · 1967 · 1968 · 1969 · 1970 · 1971 · 1972 · 1973 · 1974 · 1975 · 1976 · 1977 · 1978 · 1979 · 1980 · 1981 · 1982 · 1983 · 1984 · 1985 · 1986 · 1987 · 1988 · 1989 · 1990 · 1991 · 1992 · 1993 · 1994 · 1995 · 1996 · 1997 · 1998 · 1999 · 2000 · 2001 · 2002 · 2003 · 2004 · 2005 · 2006 · 2007 · 2008 · 2009 · 2010 · 2011 · 2012 · 2013 · 2014 · 2015 · 2016 · 2017 · 2018 · 2019 · 2020 · 2021 · 2022 · 2023 · 2024 · 2025
 Tour Down Under ·
 Great Ocean Road Race ·
 Ronde van Abu Dhabi ·
 Omloop Het Nieuwsblad ·
 Strade Bianche ·
 Parijs-Nice · 
 Tirreno-Adriatico · 
 Milaan-San Remo ·
 Ronde van Catalonië ·
 Gent-Wevelgem ·
 Dwars door Vlaanderen ·
 E3 Harelbeke ·
 Ronde van Vlaanderen ·
 Ronde van het Baskenland ·
 Parijs-Roubaix ·
 Amstel Gold Race ·
 Waalse Pijl ·
 Luik-Bastenaken-Luik ·
 Ronde van Romandië ·
 Eschborn-Frankfurt ·
 Ronde van Italië ·
 Ronde van Californië ·
 Critérium du Dauphiné ·
 Ronde van Zwitserland ·
 Ronde van Frankrijk ·
 RideLondon Classic ·
 Clásica San Sebastián ·
 Ronde van Polen ·
  BinckBank Tour ·
 Ronde van Spanje ·
 EuroEyes Cyclassics ·
 Bretagne Classic ·
 GP van Quebec ·
 GP van Montreal ·
 Ronde van Lombardije ·
 Ronde van Turkije ·
 Ronde van Guangxi